# Manuel Estiarte
Manuel Estiarte Duocastella  (ur. 26 października 1961 w Manresie) – hiszpański piłkarz wodny. Dwukrotny medalista olimpijski.
Jest uważany za jednego z najlepszych waterpolistów w historii, siedem razy był wybierany piłkarzem roku na świecie (1986, 1987, 1988, 1989, 1990, 1991 i 1992). Grał w ataku, w reprezentacji rozegrał 580 spotkań, zdobywając ponad 1500 bramek. Mierzący 178 cm wzrostu zawodnik w 1992 w Barcelonie wspólnie z kolegami zajął drugie miejsce. Cztery lata później znalazł się wśród mistrzów olimpijskich. W reprezentacji debiutował w 1977, brał udział w sześciu igrzyskach z rzędu (IO 80, IO 84, IO 88, IO 92, IO 96, IO 00). Był medalistą mistrzostw świata: złotym w 1998 i srebrnym w 1991 oraz 1994. W karierze klubowej występował w Hiszpanii i Włoszech.
Historia startu Estiarte w IO 92 została przedstawiona jako jeden z głównych wątków w hiszpańsko-andorskim filmie 42 sekundy z 2022 roku. W rolę sportowca wcielił się Álvaro Cervantes.